# Racialisme
Ne doit pas être confondu avec Racisme ou Racisation.
Le racialisme, nommé aussi racisme scientifique, est une idéologie racisante et pseudoscientifique soutenant la théorie des races. Elle émerge au XVIIIe siècle croyant que des races d'humains existent et cherche à le prouver « scientifiquement ».
En France, la distinction entre racisme et racialisme reste discutée et souvent polémique.

## Historicité
Le racisme scientifique, donnant lieu à la théorie des races qui émerge au XVIIIe siècle, se développe au XIXe siècle en tant que théorie scientifique étudiée par des anthropologues tels que Julien-Joseph Virey (1775-1846), Georges Cuvier (1769-1832) ou Ernst Haeckel (1834-1919). Ces théories ont été soutenues jusqu'au début du XXe siècle, notamment par Gustave Le Bon (1841-1931) et Georges Vacher de Lapouge (1854-1936). Arthur de Gobineau (1816-1882) est souvent présenté comme un important théoriciens du racisme.

## Définitions
Le racialisme, similaire au racisme scientifique actuel, correspond au fait de distinguer, de catégoriser les êtres humains en races différentes.
Pour l'anthropologue Bernard Formoso, « Par racialisme, il faut entendre un mode de classification fondé sur la notion de race. »
Le racialisme est similaire à la notion plus générale en sciences sociales de "racisme scientifique", les deux étant fondés sur l'existence et le comportement des races et prétendent à l'objectivité et se disent basées sur la recherche scientifique, et les deux émergent à partir du milieu du XVIIIe siècle.
Pour Sebastian Dieguez, chercheur en neurosciences le racialisme justifie le racisme , « L’idée qu’il existe des races humaines est appelée racialisme, et même si ce terme n’implique pas nécessairement de hiérarchie ou de jugements de valeur entre les prétendues races, adhérer au racialisme semble être le premier pas vers la justification du racisme ».
Pour Benoît Massin, le racialisme est l'ensemble des « théories faisant de la race ou des conflits de race le facteur déterminant dans l'évolution des sociétés humaines ».
En 1995, Laurent Dornel reprend cette définition.
Le racialisme, pour l'anthropologue Denis Blondin, est une « composante cognitive du racisme » qui est une « structure constitutive de notre cosmologie sociale, un aspect essentiel de l'humanisme et de l'universalisme, tels que pratiqués, et non pas leur antithèse ».

### Même postulats que le racisme scientifique

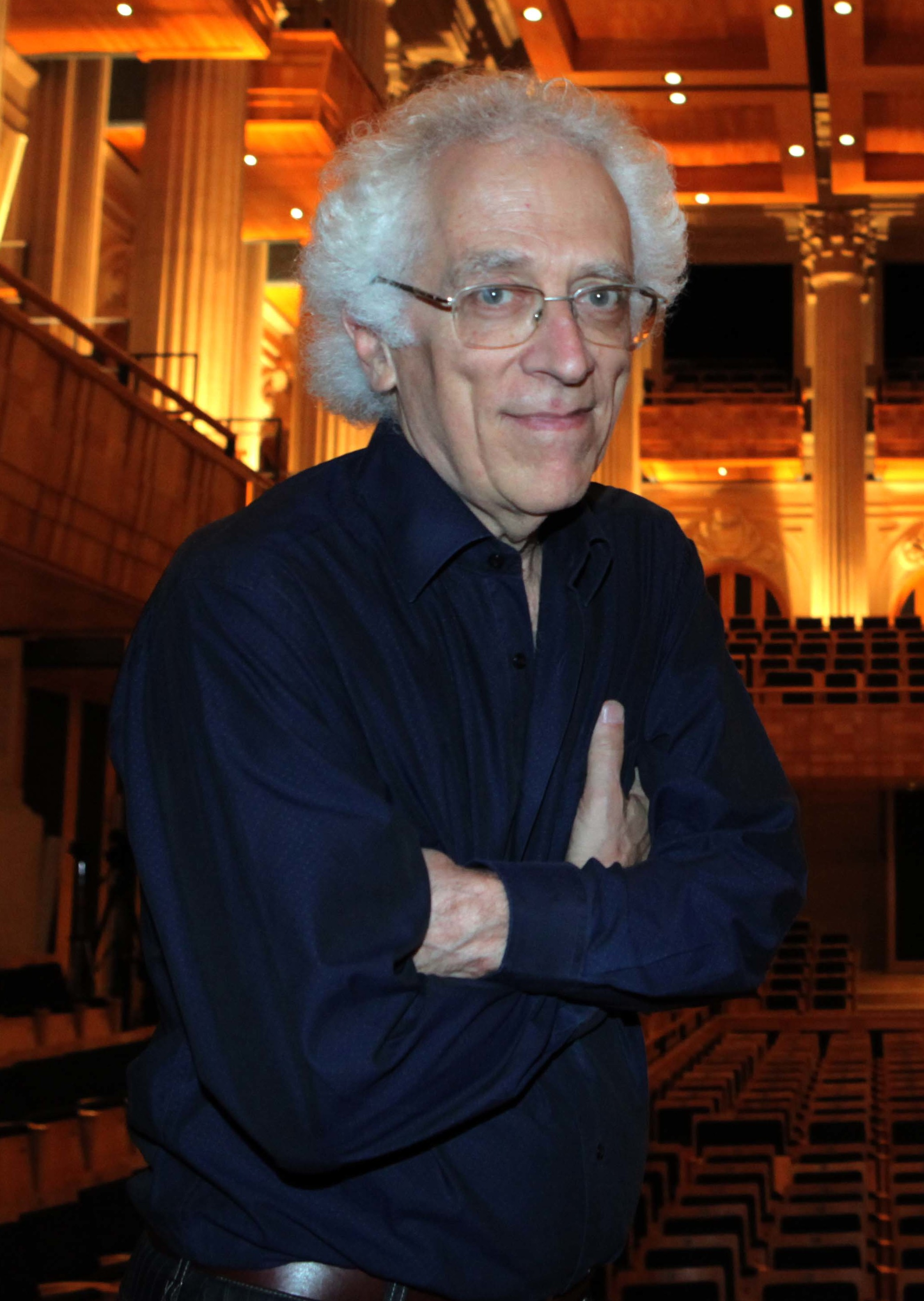
Tzvetan Todorov (à São Paulo en 2012).

Les principaux postulats du racisme scientifique ou théorie racialiste sont les mêmes, ne se diférencient pas, chez le philosophe et historien Tvetan Todorov qui tente pourtant de créer une distinction. Ils sont  basés, selon son opinion marginale, sur l'égalitarisme.
Il y a pour Todorov cinq propositions pour définir le racisme scientifique qu'il nomme racialisme, :
1. Les races sont une réalité ;
2. Continuité physique-moral ;
3. Action(s) du groupe influe(nt) sur individu(s) ;
4. Une hiérarchie unique de valeurs forme cet ethnocentrisme ;
5. L'action politique fondée sur ce savoir « prétendument scientifique »[12].

La distinction idéologie/comportement de Todorov est « spécieuse » selon Ama Mazama : ce n'est pas parce qu'un raciste n'est pas capable d'exposer une doctrine, que son comportement n'est pas influencé par celle-ci. De même, on voit mal comment un théoricien des races pourrait ne pas être influencé dans son comportement par ses propres thèses. La distinction entre racisme et racialisme de Todorov est de peu d'intérêt pour Gérard Lenclud.

## Distinction spécieuse
Pour Michel Fievet : « La marge entre racisme et racialisme est fort étroite ; d'autant plus étroite que la conception racialiste se garde bien d'interroger ou de favoriser les capacités d'évolution et d'ouverture à l'autre des deux types de population en présence ». L'historien Jean-Frédéric Schaub estime qu'elle crée une « scission malheureuse » entre racisme et antisémitisme.
Selon Bernard Maro, directeur de recherche au CNRS, « Cette distinction spécieuse présente un avantage politique évident pour les tenants du rejet de l'autre ». Il considère que « Le racisme est condamnable juridiquement, le racialisme ne l'est pas et est de ce fait un excellent moyen de faire passer des idées racistes et de donner un cadre idéologique au racisme à venir. »
Pour l'universitaire Markus Arnold, « la distinction terminologique entre « racisme » et « racialisme », dans la langue courante [est] subsumé[e] sous le seul terme de « racisme ». »

## Anthropologie raciale

### Les premières classifications
Au XVIIIe siècle, le travail de mise en ordre et de classification de la nature aboutit aux premières taxonomies qui, organisant de manière logique les organismes vivants pour la commodité des chercheurs. Elles vont s'accompagner presque indépendamment de classifications des êtres humains servant cette fois-ci des intérêts davantage géopolitiques que scientifiques.
On avait observé dès 1684 dans La Revue des Savants la première de ces tentatives. L’auteur, le médecin et philosophe François Bernier, se propose à cette occasion de rompre avec la logique géographique qui prévalait jusqu’alors dans l’appréhension des groupes humains. Il avance l’idée que les hommes puissent être classés selon leurs caractéristiques physiques, en distinguant « quatre ou cinq races humaines ».
La position de Bernier s’inscrit dans un nouveau cadre de pensée, celui d'une philosophie émancipée de la religion dont les premiers représentants, Fontenelle, Pierre Bayle et surtout Pierre Gassendi, dont Bernier est l’un des principaux admirateurs, apparaissent au XVIIe siècle. À l'opposé de la doctrine chrétienne, ce courant de pensée cherche à placer l’homme comme élément de la nature et non comme son métayer. Cela lui fait donc perdre la position privilégiée que lui attribuait la Genèse.
La proposition de Bernier, qui indique un changement d’attitude profond, passe en son temps relativement inaperçue. Il en va tout autrement des systèmes proposés au siècle suivant par Buffon (1707-1788) et Carl von Linné, tous deux naturalistes respectés de la Faculté et de leurs pairs.
Le naturaliste suédois Carl von Linné (1707-1778), posant les bases de la systématique moderne, distingue en 1758, quatre races différenciées au sommet de l’ordre des « anthropomorpha » (les futurs primates) : Européens, Américains (nous dirions aujourd'hui Amérindiens), Asiatiques et Africains.
Buffon reprend pour sa part à Maupertuis (1698-1759) l’idée que le blanc serait la couleur originelle de l’homme, les colorations sombres évoquées autrefois par la malédiction de Canaan dans la Bible étant selon lui le produit d’une dégénérescence partielle due à l’éloignement de la zone climatique tempérée. Cette théorie de la dégénération connaîtra différentes déclinaisons empruntant notamment à la théorie des climats, seront évoquées par Johann Friedrich Blumenbach ou le philosophe Emmanuel Kant. Une divergence au sein des dégénérationnistes portera sur la question de la réversibilité des différentiations phénotypiques en cas d’immersion prolongée dans le milieu adéquat.

### De Blumenbach à Gobineau
Parmi les premiers théoriciens des races, le philosophe Kant et Johann Friedrich Blumenbach sont partisans du monogénisme, Christoph Meiners et Samuel Thomas von Sömmering du polygénisme. Ernest Renan parle en philologue des civilisations qu'il peut connaître par les documents écrits d'époque. Arthur de Gobineau, qui a écrit un Essai sur l'inégalité des races humaines, est présenté comme le théoricien du racialisme, ce qui est en réalité plus complexe. Pierre-André Taguieff a établi la généalogie de ce racisme qu'il qualifie, conformément à nos critères actuels plus rigoureux, de « pseudo-scientifique » ; « Le primat de la race, dans le devenir individuel comme dans l'évolution sociale, constitue le présupposé absolu de ces visions racialistes de l'histoire universelle. » Seront créés des zoos humains, où la curiosité légitime du public — connaître l'autre, qui habite un pays qu'on ne verra jamais — est transformée en exploitation commerciale à la Barnum. Lors des expositions ethnographiques, il n'est pas rare de voir les prétendus sauvages enfermés dans des cages (la sécurité est invoquée), et dans certains cas non loin de singes.
Hervé Le Bras s'est intéressé aux modalités du racialisme et de la raciologie lors de ses travaux sur l'idéologie démographique. Parmi les hommes de science ou de pouvoir approuvant cette idéologie, il a indiqué Vacher de Lapouge, Ludwig Woltmann, (darwiniste social et socialiste), sir Ronald Fisher (démocrate et eugéniste négatif)[réf. nécessaire].
La thèse de l’inégalité raciale est remise en cause dès 1885 au nom de critères scientifiques également avec le livre De l'égalité des races humaines de Joseph Anténor Firmin, qui discute les publications racistes se présentant comme scientifiques.

### Racisme scientifique et raciologues

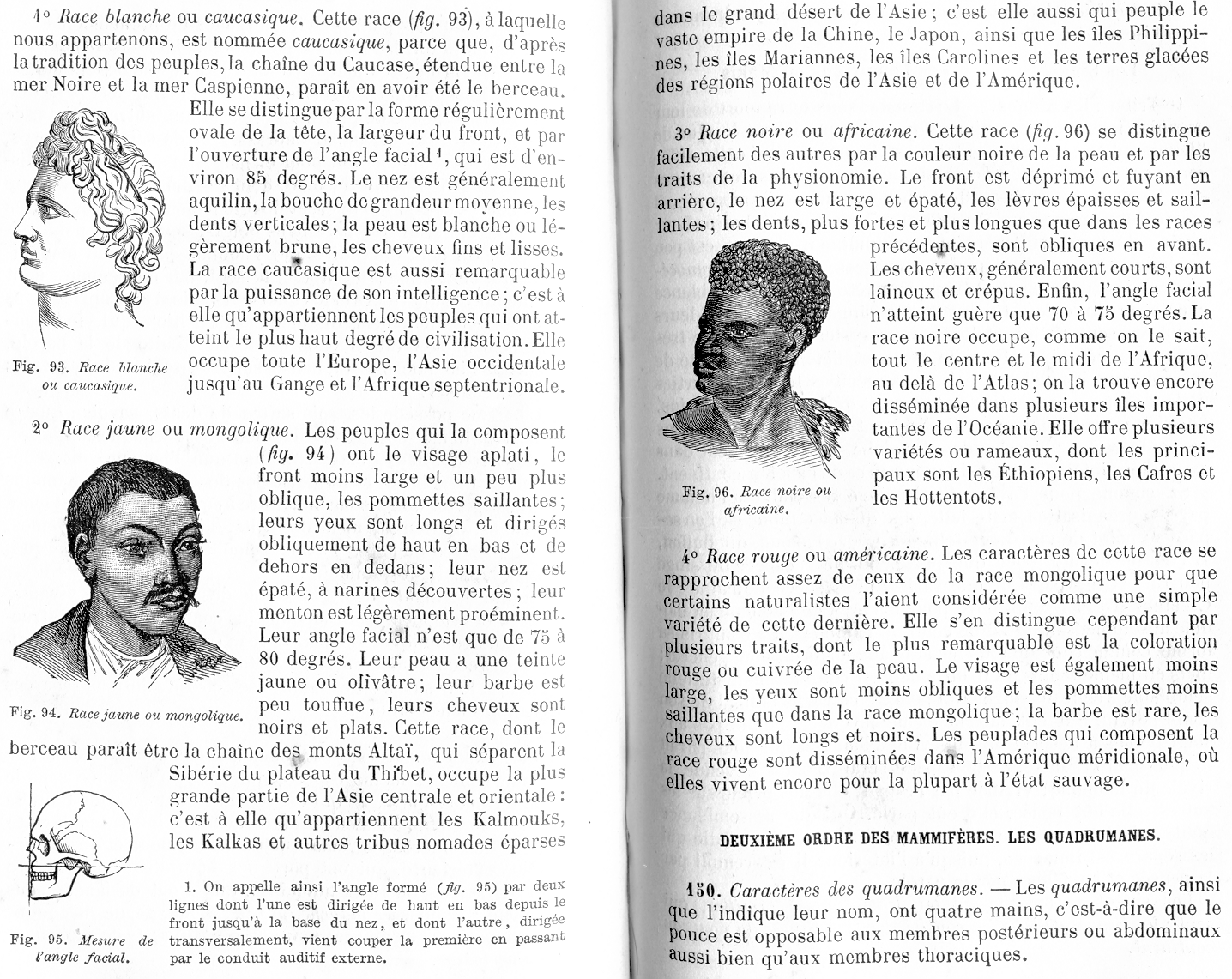
Page du livre Histoire naturelle.

La couleur de la peau n'est jamais le seul critère retenu dans la définition des races élaborée par les scientifiques des XVIIIe et XIXe siècles. Les nouvelles exigences de scientificité poussent les savants à s’appuyer sur une multitude de « critères » quantifiables, à défaut d'être significatifs. De nouvelles disciplines font leur apparition, se fixant l’étude de l’être humain, de ses origines et de sa classification. L’anatomie comparée, initiée par le britannique Edward Tyson (1650-1708), l’ethnologie ou plus tard l’anthropologie physique connaissent au XIXe siècle un développement croissant. Elles s’appuient sur des méthodes de mesure qui donnent naissance à autant de sous-disciplines aujourd'hui réfutées comme pseudosciences (craniométrie, céphalométrie, anthropométrie, phrénologie), qui définissent des critères de comparaison et de classification raciste des groupes et individus humains. Il importe de ne pas inclure dans cette classification le travail signalétique d'Alphonse Bertillon qui ne vise qu'à identifier sans ambiguïté, en 1870, des individus précis à des fins de recherche, et non des groupes humains.
Les travaux des « raciologues » aboutissent à une biologisation de l'ancienne typologie empirique des peuples. La méthode linguistique promue par Volney, Friedrich Schlegel, Adriano Balbi ou James Cowles Prichard est de ce fait remise en cause par des anatomistes dans les années 1840, au motif que les caractères physiques, estimés fixes, seraient plus pertinents que les caractères linguistiques qui présentent des signes d’instabilité. Les sciences biologiques s’octroient à cette occasion un rôle prescripteur de la définition de l’être humain et des déterminants de son comportement social.
Les critères initialement retenus par les premiers naturalistes pour distinguer l’homme du reste du monde animal se voient appliqués aux groupes humains, dans une perspective de hiérarchie. Louis Jean-Marie Daubenton (1716-1800) et Petrus Camper (1722-1789) avaient initié une méthode fondée sur la mesure de l’angle facial. Reprise par Georges Cuvier (1769-1832) et Saint-Hilaire (1772-1844), la méthode trouve une nouvelle application : le degré d’inclinaison du front est censé indiquer la place laissée libre au cerveau et donc l’intelligence,.
Les recherches internationales aboutissent à une multitude de taxonomies. Celle de Johann Friedrich Blumenbach (1752-1840) revenant à cinq races sur la base de l’observation des crânes passera à la postérité en appliquant le terme « caucasien » (ou « caucasoïde ») — toujours en vigueur aux États-Unis — à la « race blanche ».
Bien que leur validité soit contestée par de nombreux anthropologues contemporains, le terme « caucasien » ou « caucasoïde » est encore utilisé aujourd'hui.

### Enseignement du racisme auXIXesiècle, en France

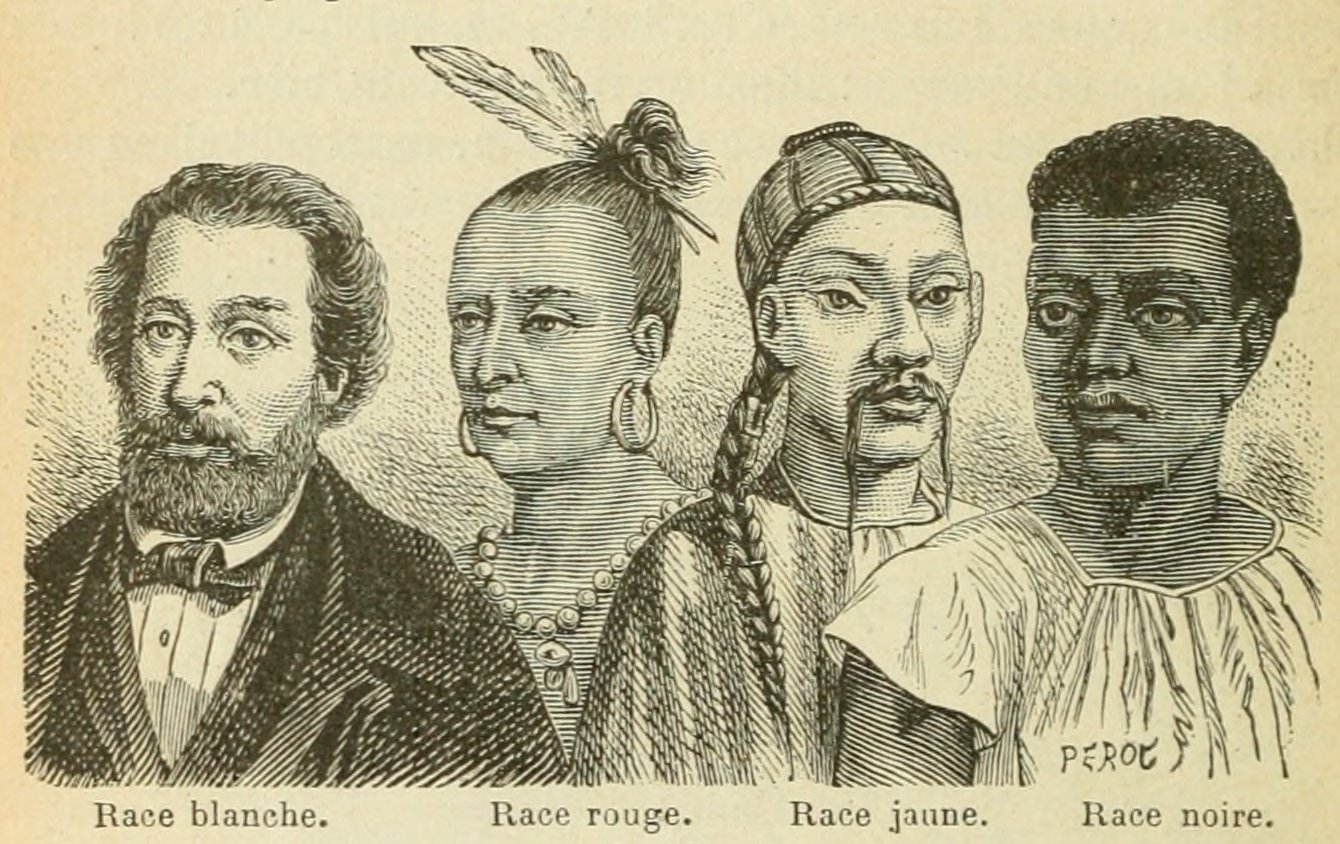
Les quatre races d'hommes. — La race blanche, la plus parfaite des races humaines, habite surtout l'Europe, l'ouest de l'Asie, le nord de l'Afrique, et l'Amérique. Elle se reconnaît à sa tête ovale, à une bouche peu fendue, à des lèvres peu épaisses. D'ailleurs son teint peut varier. — La race jaune occupe principalement l'Asie orientale, la Chine et le Japon : visage plat, pommettes saillantes, nez aplati, paupières bridées, yeux en amandes, peu de cheveux et peu de barbe. — La race rouge, qui habitait autrefois toute l'Amérique, a une peau rougeâtre, les yeux enfoncés, le nez long et arqué, le front très fuyant. — La race noire, qui occupe surtout l'Afrique et le sud de l'Océanie, a la peau très noire, les cheveux crépus, le nez écrasé, les lèvres épaisses, les bras très longs.
Le Tour de la France par deux enfants, G. Bruno, 1877, p. 188.

Après 1870, dans son ouvrage Histoire naturelle, destiné à l'enseignement secondaire, J. Langlebert revient à quatre races, plus exactement des types humains :
- blanche ou caucasique, race vue comme supérieure : « remarquable par la puissance de son intelligence, c'est à elle qu'appartiennent les peuples qui ont atteint le plus haut degré de civilisation » ;
- jaune ou mongolique ;
- noire ou africaine ;
- rouge ou américaine.

### Les débats sur les origines de l’homme
Le débat sur les origines de l’humanité secoue la communauté scientifique au début du XIXe siècle. Deux couples d’opposition, monogénisme/polygénisme et fixisme/transformisme, structurent ce débat tout au long du siècle. Ce dernier contribue largement à fixer l’attention sur la question des races et de leur corrélat, la mesure des caractères extérieurs. Il constitue aussi le générateur de différentes positions occupées dans l’espace académique de l’étude des races.
Le monogénisme suppose l’humanité issue d’un ancêtre unique et fait donc du milieu (au sens d' habitat) la cause principale des différenciations. Le polygénisme suppose au contraire des origines distinctes. La première thèse, compatible avec le récit biblique, se verra défendue par les spiritualistes, majoritaires dans l’Université française. La thèse polygéniste reçoit quant à elle les suffrages de libres-penseurs peu influencés par les doctrines religieuses (Voltaire et plus loin encore Paracelse en furent les partisans), des matérialistes et des républicains anticléricaux.
Cette division recoupe celle séparant partisans du créationnisme et du transformisme. Formulée au début du XIXe siècle par Jean-Baptiste de Lamarck (1744-1829), la théorie transformiste débouche en France dès les années 1820 sur la controverse entre Georges Cuvier et Geoffroy Saint-Hilaire. À la parution de l’Origine des espèces de Charles Darwin en 1859, la communauté scientifique adhère encore largement au créationnisme et à son corollaire le fixisme. Des lettrés influents sont tout aussi divisés : Victor Hugo refusera toute sa vie l'idée du darwinisme, tandis qu'Ernest Renan l'adoptera d'emblée.
À partir de cette date, le transformisme rallie cependant un nombre grandissant de partisans, jusqu’à devenir majoritaire en France à la fin du siècle ; il établit le schéma d’une continuité évolutionniste depuis quelque anthopoïde alors inconnu (baptisé « singe » par les détracteurs de la théorie) jusqu’à l’homme blanc, dans laquelle les races non-occidentales se voient attribuer opportunément une place intermédiaire.
Au cœur de la controverse, ceux qui se désignent sous le nom d’« anthropologistes », multiplient les études pour établir la proximité physique des sauvages et des primates. La taille du cerveau, mesurée par la craniométrie tient une place centrale dans ce dispositif classificatoire. D'autres éléments sont retenus : forme du crâne et des mâchoires, taille des os du squelette sont aussi prises en compte. Une supposée bestialité des races primitives, argument traditionnel de leur infériorité, se voit intégrée désormais dans une idéologie générale d’évolution de l’humanité.
Les deux positions — fixiste et transformiste — s’accordent cependant sur un point : l’existence de races humaines inégalement capables et inégalement perfectibles. Au long du siècle, ce que Caroline Reynaud-Paligot désigne comme le « paradigme racial » s'est tellement intégré aux schémas de pensée que personne ne semble le remettre sérieusement en cause : quelques études empiriques venant le contredire sont rationalisées pour être aussitôt réintégrés dans son schéma explicatif. Quand la taille du cerveau n’apparaît plus comme critère pertinent de différenciation, il cède par exemple la place à des considérations d’identification de la zone où serait localisée l’intelligence.

## Racialisme africain
Les travaux de Cheikh Anta Diop conduisent à se focaliser sur la couleur de peau, pourtant inhomogène dans l'espace et le temps, pour établir des liens entre l'Égypte et le reste de l'Afrique, ce qui constitue un point commun extrêmement superficiel tendant à nier la diversité des différentes cultures africaines.

## Racialisme brésilien

Drapeau du Brésil.

Raimundo Nina Rodrigues (1862 — 1906) est le premier Brésilien à introduire dans son pays les thèses racistes modernes, en les faisant passer pour scientifiques et avancées. En cela, il subit fortement l’influence du criminologue italien Cesare Lombroso, mais aussi, pour ce qui touche aux liens entre délinquance et types raciaux, d'Ernest-Charles Lasègue, Jean-Pierre Falret, Scipio Sighele, Gustave Le Bon et Jean-Martin Charcot. De façon plus générale, ses travaux s’inscrivent dans une vaste tentative entreprise au XIXe siècle d’édifier une science systématique de la nature humaine.
Les recherches génomique et génétique modernes brésiliennes (« Portrait moléculaire du Brésil ») sont antiracialistes. Elles suscitent, selon Maio et Santos, des réactions politiques et militantes opposées mais proches; « une étrange « proximité » a semblé apparaître entre un militant pour les droits des Noirs et un membre d’une mouvance d’extrême droite », dont du racialisme hiérarchique et du racialisme égalitaire, du racialisme-antiraciste et du racialisme-raciste; avec comme point commun la croyance en des identités raciales.

## Racialisme japonais
« Le racialisme nippon est original. Là où les Occidentaux dénigrent la race de l'autre, les Japonais se soucient d'établir leur unicité comme race du Yamato (nom toponyme de l'ancien Japon), et, par là, leur supériorité ».

## Racialisme libyen
« Dans la Libye de Kadhafi […] l’arabisme confinait à un « racialisme » niant toute réalité anté-arabe ».

## Racialisme tunisien
En Tunisie les africains noirs sont stigmatisés, le président Kaïs Saïed a notamment reconnu l'existence d'une arabité musulmane en Tunisie.

## Racialisme sud-africain
Le régime d'apartheid étant racialiste et ségrégationniste, Nelson Mandela et l'ANC refusaient et combattaient donc le racialisme

## Racisme scientifique auxXXeetXXIesiècles

### UNESCO
Les Conférences mondiales contre le racisme organisées par l’UNESCO constituent une initiative lancée après la Seconde Guerre mondiale dans la suite de l’appel consécutif à la publication, en 1950, de The Race Question (La Question des races),,, la première de quatre déclarations, constituant la tentative d'éclaircir les connaissances scientifiques concernant les races et d'en tirer une condamnation du racisme.
Le mot « racialism » est traduit par le concept de « racisme » en français. Ainsi, la résolution 9.12 adoptée par la conférence générale de l'Unesco en 1968, réitère l'objectif de l'Unesco d'aider à éradiquer le colonialisme et le racisme. La résolution 12.1 adoptée par la conférence générale de l'Unesco en 1976, proclame que « le colonialisme, le néo-colonialisme et le racisme sous toutes ses formes et manifestations sont incompatibles avec les objectifs fondamentaux de l'Unesco. »

### Nazisme: application du racisme scientifique

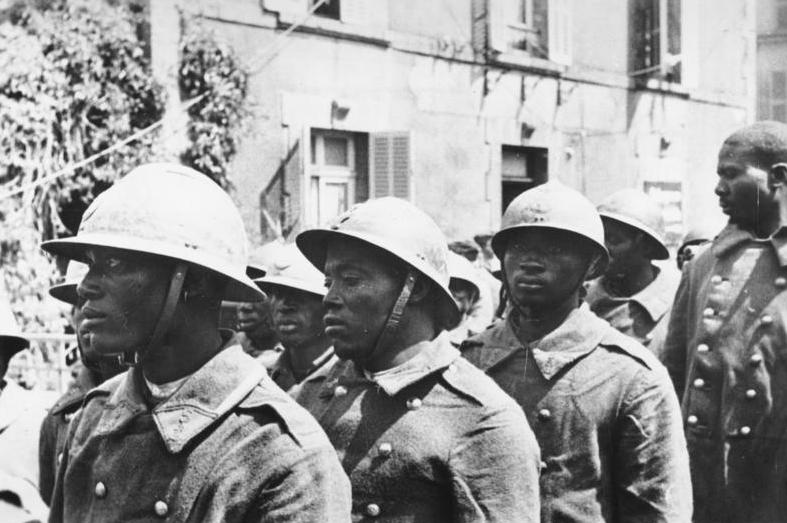
Environ 120000 prisonniers de guerre issus de l'Afrique française ont été capturés par les nazis. Contrairement aux autres Français captifs, ils n'ont pas été déportés en Allemagne par peur racialiste.

Le cas le plus documenté de l'application eugéniste du racisme scientifique fut le nazisme et  la Shoah
Les idées pseudo scientifiques de Madison Grant ont influencé les dirigeants nazis Alfred Rosenberg et Adolf Hitler, qui appartenait pourtant, selon les critères raciaux de Grant, à la « race alpine ».
Le livre de Grant figurait en bonne place dans la bibliothèque personnelle d'Adolf Hitler qui a écrit personnellement à Grant pour le remercier d’avoir écrit ce livre qu’il appelait « ma Bible ».
Les théories pseudo-scientifiques du racisme nazi empruntées à celles du Dr René Martial, s'appuyaient sur la prévalence accrue du groupe sanguin B chez les Juifs pour prétendre quantifier la « pureté du sang » au sens littéral. On sait aujourd'hui que la prévalence accrue du facteur B dans les populations sémitiques est d'origine purement géographique, sans aucun rapport avec l'origine ethnique.[réf. nécessaire]

#### Racialisme linguistique nazi
Selon Wolfang Geiger, durant la période nazie, c'est Edgar Glässer qui introduit le racialisme anthropologique (de Hans F.K Günther) dans la linguistique des langues romanes et Alex Niederstenbruch a produit « le pire de (…) l'idéologie racialiste nazi » en linguistique.

#### Collaboration nazie en France
L'institut d'Anthropo-sociologie dirigé par Claude Vacher de Lapouge et l'institut d'études des questions juives et ethnoraciales avec le soutien de la Propagandastaffel (bureau de propagande allemande), forment un espace officiel de diffusion des conceptions racialistes de René Martial, de Georges Mauco, de Louis Darquier de Pellepoix, de George Montandon, de René Gérard, de Paul Sézille, de Joseph Saint-Germes etc..

## En France

### Racialisme opposé au métissage en France
Taguieff écrit : « Dans l'imaginaire racialiste, le métissage est pathologisé » et à propos de mixophobie : « La hantise du métissage, noyau dur de la pensée racialiste, entre en syncrétisme avec la mythologie nationaliste de l'identité pure de la communauté homogène »,.
Pour le politologue Laurent de Boissieu, le racialisme : « prône, au nom du “droit à la différence”, la préservation de l'identité des groupes raciaux et ethniques supposés contre tout métissage. Ce dernier est alors perçu comme du racisme en ce qu'il nierait et retirerait à chaque groupe racial et ethnique supposé sa nature propre ». Selon lui,

« le racialisme a notamment été théorisé dans les années 1970 par la Nouvelle Droite (GRECE). Il a été repris dans les années 2000 par le courant dit “identitaire”, pour qui la couleur de peau est une composante de l'identité à préserver. »

Il dénombre plusieurs mouvements identitaires en France, se situant très majoritairement à l'extrême-droite ; mais aussi à droite, à l'extrême-gauche, ou se définissant apolitiques dans des cas uniques.
Le directeur de recherche au CNRS Bernard Maro classe le parti des Indigènes de la République parmi les « racialistes », notant « les mêmes obsessions identitaires qu'à l'extrême droite » : pureté de la race avec une opposition aux mariages mixtes et au métissage, anti-universalisme avec un refus de la convergence des luttes (féminisme, anticapitalisme, LGBT), soutien au machisme et sexisme religieux, homophobie, religion « d'origine » en tant que ciment commun au groupe, l'islam étant une libération, distinguer les Français des musulmans, et anti-sionisme radical.

### Racialisme et pensées postcoloniale / décoloniale en France
En France, dans les années 2010, de nombreux critiques de la pensée « décoloniale » voient en elle le retour du racialisme. Cette qualification est rejetée par ceux qu'elle vise, argumentant qu'ils présentent la race comme une construction sociale. « Faire du concept de race un concept social a pu être considéré comme dangereux par certains anthropologues tel que Peter Fry. Ils y voient un risque de naturaliser les différences. Ce genre de positions correspond à une tradition non racialiste. La « race », selon cette conception est un concept crée par les racistes pour justifier le racisme. Il paraît alors contradictoire à ceux qui défendent cette conception de vouloir la récupérer pour lutter contre ce racisme ».
Dans Les Nouveaux Rouge-Brun : le racisme qui vient (2014), l'anthropologue Jean-Loup Amselle parle d'avènement d'une nouvelle société raciale, et relève ce qui est selon lui une dérive de la pensée postcoloniale :

« Nous sommes entrés depuis quelque temps, en France, dans une nouvelle ère, celle d’une société raciale, où la race vaut pour le social. Les conflits qui traversent la société ne sont plus appréhendés en termes de classes mais dans une perspective ethnique. Une tendance lourde où les Indigènes de la République rejoignent paradoxalement le Front national, et Farida Belghoul, la militante anti-genre, Dieudonné ou Alain Soral. Une tendance alimentée par le traitement médiatique de la question sociale, qui procède par généralisations, comme dans les reportages sur les banlieues où les individus sont constamment référés à un « groupe » et jamais envisagés comme tels. Dans ce contexte d’ensemble, le phénomène des transfuges passant de l’extrême gauche à la droite extrême s’explique aisément. Il s’opère sur fond d’un relativisme généralisé qui mine le socle de l’universalité des valeurs d’égalité de genre ou de droits humains et les repères que cette universalité offre à l’analyse politique. Ce relativisme puise ses arguments et sa rhétorique à la pensée postcoloniale qui a détrôné l’Occident de sa position de surplomb, ce qui est une bonne chose, mais a entraîné comme on peut le voir des effets pervers. »

Les éditions Libertalia publient le livre La Fabrique du musulman, dans lequel le docteur en sciences politiques Nedjib Sidi Moussa fustige « une gauche cléricale à tendance racialiste » représentée par les positions d'Houria Bouteldja.
À l'inverse, l'historienne Ludivine Bantigny conteste cette utilisation du terme « racialisme » pour qualifier le décolonialisme :

« Dire qu’elle [la pensée décoloniale] serait “racialiste” est plus qu’une calomnie, indigne en général et de celles/ceux qui affirment faire profession de penser en particulier. Faut-il le rappeler : le “racialisme”, théorisé par Gobineau et Vacher de la Pouge dans la deuxième moitié du XIXe siècle, est un racisme systémique, une idéologie de la hiérarchie, un système haineux et destructeur, jusqu’à sa mise en œuvre nazie. Traiter ainsi la pensée antiraciste décoloniale est une pure et simple infamie. »

### Racialisme et lutte de classes
Selon Galaad Wilgos, « Aux États-Unis, le discours "racialiste" qui tend à remplacer la lutte des classes par la "lutte des races" trouve aussi des détracteurs au sein de la gauche radicale ».[source insuffisante]
Selon Laurent Joffrin, la « sinistre perspective » du remplacement de la lutte de classes par une lutte des races est ce que dénonce l'ouvrage de Manuel Boucher, professeur de sociologie, en réfutant les thèses de la minoritaire « gauche décoloniale ».

### Arts en France
L'universitaire Isabelle Barbéris (maître de conférences en arts de la scène) s'oppose à la « vision racialiste de la « diversité », aux « contradictions » du racialisme » « institutionnalisé » et dénonce ce qu'elle perçoit comme une « racialisation des arts » et « l'idéologie ethno-différentialiste » du collectif Décoloniser les arts. Selon Mikaël Faujour, « elle conclut que le « racialisme (ou “décolonialisme”) » serait le nouveau monisme informant les idéologies de l’art, signant la régression de notre conception du demos (peuple) vers une conception ethnique et biologique (ethnos, genos) et entraînant une vue « de l’art proche de la propagande » ».

### Racialisme et pensées identitaires de gauche en France
Le 30 octobre 2017, le Grand Maître du Grand Orient de France Philippe Foussier dénonce des « porosités » d'une partie de la gauche avec des courants identitaires et racialistes : « Ces idées trouvent des relais médiatiques et chez des intellectuels, comme à l'université Paris-VIII », visant également le « camp d'été décolonial » organisé en 2016.

Pour le professeur de sociologie Manuel Boucher : « Combattre les processus d’oppression sociale, économique, culturelle et raciste ne peut en aucun cas s’accorder avec des logiques populistes tiers-mondistes et racialistes sous peine d’alimenter le cercle vicieux des haines identitaristes ». Il ajoute, dans une tribune de Marianne : 

« Défendre la cause des racialistes décoloniaux sert les intérêts de l’extrême droite nationaliste qui affirme que l’accueil de migrants venus des ex-colonies ne peut aboutir qu’à des formes de séparatisme et de violences ethno-raciales. »

Blaise Wilfert, Maître de conférences en histoire contemporaine à l’École normale supérieure renvoie dos à dos la dénonciation médiatique des positions identitaires du racialisme par Mathieu Bock-Côté et l'idéologie identitaire nationaliste défendue par le même auteur : selon Wilfert, il existe « une affinité profonde entre le discours national et le discours racialiste. »

### Repentance
Selon l'historienne Myriam Cottias, directrice de recherche au CNRS :

« la question de la repentance, par exemple, est une idéologie aux fondements implicites racialistes, qui construit des frontières entre les individus, malgré la multitude des origines des Français. La responsabilité de chaque citoyen, aujourd'hui, est plutôt de ne pas reproduire les discriminations d'hier. »

## Antiracisme
Dès le XIXe siècle, selon Marlène Laruelle, les intellectuels russes dont Nikolaï Danilevski, les philosophes Alexeï Khomiakov et Vladimir Soloviev, le linguiste et ethnologue Vladimir Lamanskij, condamnent et rejettent sans ambiguïtés le racialisme.
Selon le rapport de la commission nationale consultative des droits de l'Homme de 1996, l'antiracisme est un antiracialisme, par définition : « L'antiracisme est au sens strict, un antiracialisme, qui revient à rejeter comme mal formées les catégories de la pensée raciale, à mettre en évidence la fausseté des propositions racialistes (les hiérarchies raciales, par exemple) ou les sophismes constitutifs des théories racialistes à prétention explicative ».

### Radio
- Le Tour du monde des idées par Brice Couturier, France Culture, 5 minutes :
  - 26 avril 2021 États-Unis/France : la "révolution racialiste" est-elle un produit d'importation ?
  - 27 avril 2021 Le racialisme, ou la perversion de l'antiracisme